# Brede Moe
Brede Moe, né le 15 décembre 1991 à Flatanger en Norvège, est un footballeur norvégien, qui évolue au poste de défenseur central au FK Bodø/Glimt.

## Biographie

### Débuts en professionnel
Né à Flatanger en Norvège, Brede Moe joue pour le club local du Flatanger IL, puis commence sa carrière professionnelle au Steinkjer FK, puis au Ranheim Fotball avant de rejoindre le Rosenborg BK en janvier 2013 alors qu'il était également courtisé par le Viking FK,.

### FK Bodø/Glimt
Le 6 mars 2014, Brede Moe s'engage en faveur du FK Bodø/Glimt. Il rejoint le club sous forme de prêt avec option d'achat. Il joue son premier match sous ses nouvelles couleurs le 13 avril 2014, lors de la troisième journée de la saison 2014 face au Sogndal Fotball. Il entre en jeu à la place d'Anders Karlsen (en) lors de cette rencontre remportée par son équipe (4-2 score final).
Il est sacré champion de Norvège en 2020. Il joue son premier match de Ligue des champions face au Legia Varsovie le 7 juillet 2021 (défaite 2-3).
Il est de nouveau sacré champion de Norvège en 2021.
Le 13 mars 2022, Brede Moe prolonge son contrat avec le FK Bodø/Glimt jusqu'en décembre 2024.
Il est sacré Champion de Norvège pour la troisième fois de sa carrière lors de la saison 2023.

### En sélection
Brede Moe compte une sélection avec l'équipe de Norvège espoirs, obtenue le 25 mars 2013 contre les Pays-Bas. Il se fait remarquer ce jour-là en se faisant expulser au bout de dix minutes de jeu. Son équipe s'incline par quatre buts à un.
En mai 2022, Brede Moe est convoqué pour la première fois, à 30 ans, avec l'équipe nationale de Norvège par le sélectionneur Ståle Solbakken. Le joueur quitte toutefois le rassemblement pour retrouver son club, le FK Bodø/Glimt, sans avoir fait la moindre apparition avec la sélection.

## Palmarès
FK Bodø/Glimt
- Championnat de Norvège (3) :
  - Champion : 2020, 2021 et 2023.

- Championnat de Norvège D2 (1) :
  - Champion : 2017.